# Liste der Trainer von Santos Laguna
Die nachstehende Liste beinhaltet alle Trainer der Fußballmannschaft von Santos Laguna seit ihrer Zugehörigkeit zur mexikanischen Primera División:
| Spielzeit    | Trainer | Spielzeit        | Trainer                                                                                             |
| ------------ | --- | ---------------- | --------------------------------------------------------------------------------------------------- |
| 1988/89      | Carlos Ortiz | 1989/90          | Carlos Ortiz / Rubén Maturano (ab Oktober 1989)                                                     |
| 1990/91      | José Herrera (2 Spiele) / José Luis Estrada (3.–14. Spieltag) / Carlos Ortiz (30. Dez. 1990–10. Febr. 1991) / Roberto Matosas | 1991/92          | Rubén Maturano (bis 22. Mrz. 1992) / Ignacio Jáuregui                                               |
| 1992/93      | Pedro Dellacha (bis September 1992) / Roberto Matosas (2. Okt. 1992–17. Jan. 1993) / Pedro García Barros                      | 1993/94          | Pedro García Barros                                                                                 |
| 1994/95      | Pedro García Barros (bis 18. Nov. 1994) / Martín Ibarreche (bis Jahresende) / Miguel Ángel López (1995)                       | 1995/96          | Patricio Hernández (bis 4. Febr. 1996) / José Vantolrá (Februar 1996) / Alfredo Tena (ab März 1996) |
| Invierno '96 | Alfredo Tena | Verano '97       | Alfredo Tena                                                                                        |
| Invierno '97 | Alfredo Tena | Verano '98       | Alfredo Tena                                                                                        |
| Invierno '98 | Miguel Ángel López (bis September 1998) / Juan de Dios Castillo (ab Oktober 1998)                                             | Verano '99       | Juan de Dios Castillo                                                                               |
| Invierno '99 | Juan de Dios Castillo (bis 3. Okt. 1999) / Fernando Quirarte                                                                  | Verano '00       | Fernando Quirarte                                                                                   |
| Invierno '00 | Fernando Quirarte | Verano '01       | Fernando Quirarte                                                                                   |
| Invierno '01 | Fernando Quirarte | Verano '02       | Fernando Quirarte                                                                                   |
| Apertura '02 | Sergio Bueno (bis 12. Sept. 2002) / Luis Fernando Tena                                                                        | Clausura '03     | Luis Fernando Tena                                                                                  |
| Apertura '03 | Luis Fernando Tena | Clausura '04     | Eduardo de la Torre                                                                                 |
| Apertura '04 | Eduardo de la Torre | Clausura '05     | Eduardo de la Torre                                                                                 |
| Apertura '05 | Eduardo de la Torre (bis Oktober 2005) / Jorge Vantolrá                                                                       | Clausura '06     | Benjamín Galindo (bis Februar 2006) / Wilson Graniolatti                                            |
| Apertura '06 | Wilson Graniolatti (bis 10. Sept. 2006) / Daniel Guzmán                                                                       | Clausura '07     | Daniel Guzmán                                                                                       |
| Apertura '07 | Daniel Guzmán | Clausura '08     | Daniel Guzmán                                                                                       |
| Apertura '08 | Daniel Guzmán | Clausura '09     | Daniel Guzmán (bis März 2009) / Sergio Bueno (ab April 2009)                                        |
| Apertura '09 | Sergio Bueno | Bicentenario '10 | Rubén Omar Romano                                                                                   |
| Apertura '10 | Rubén Omar Romano | Clausura '11     | Rubén Omar Romano (bis 19. Febr. 2011) / Diego Cocca                                                |
| Apertura '11 | Diego Cocca (bis 10. Sept. 2011) / Benjamín Galindo                                                                           | Clausura '12     | Benjamín Galindo                                                                                    |
| Apertura '12 | Benjamín Galindo | Clausura '13     | Pedro Caixinha                                                                                      |
| Apertura '13 | Pedro Caixinha | Clausura '14     | Pedro Caixinha                                                                                      |
| Apertura '14 | Pedro Caixinha | Clausura '15     | Pedro Caixinha                                                                                      |

## Statistiken 1996–2013
| Name                  | Von  | Nach oben | Statistiken | Statistiken | Statistiken | Statistiken | Statistiken |
| Name                  | Von  | Nach oben | S           | R           | G           | V           | %           |
| --------------------- | ---- | --------- | ----------- | ----------- | ----------- | ----------- | ----------- |
| Alfredo Tena          | 1996 | 1998      | 85          | 36          | 19          | 30          | 49.8%       |
| Miguel Ángel López    | 1998 | 1998      | 9           | 1           | 4           | 4           | 25.93%      |
| Juan de Dios Castillo | 1998 | 1999      | 40          | 17          | 6           | 17          | 47.5%       |
| Fernando Quirarte     | 1999 | 2002      | 119         | 49          | 33          | 37          | 50.42%      |
| Sergio Bueno          | 2002 | 2002      | 7           | 1           | 1           | 5           | 19.05%      |
| Luis Fernando Tena    | 2002 | 2003      | 56          | 24          | 16          | 16          | 52.38%      |
| Eduardo de la Torre   | 2004 | 2005      | 69          | 24          | 14          | 31          | 41.55%      |
| Wilson Graniolatti    | 2006 | 2006      | 17          | 3           | 8           | 6           | 33.33%      |
| Daniel Guzmán         | 2006 | 2009      | 107         | 41          | 40          | 26          | 58.26%      |
| Sergio Bueno          | 2009 | 2009      | 25          | 11          | 8           | 6           | 54.67%      |
| Rubén Omar Romano     | 2010 | 2011      | 53          | 25          | 13          | 15          | 55.35%      |
| Diego Cocca           | 2011 | 2011      | 7           | 2           | 4           | 1           | 47.62%      |
| Benjamín Galindo      | 2011 | 2012      | 53          | 28          | 13          | 12          | 61.01%      |
| Pedro Caixinha        | 2013 |           | 12          | 6           | 4           | 2           | 61.11%      |